# 22. podmorniška flotilja (Wehrmacht)
Za druge 22. flotilje glejte 22. flotilja.
22. podmorniška flotilja je bila šolska podmorniška flotilja v sestavi Kriegsmarine med drugo svetovno vojno.

## Baze
- januar 1941 - februar 1945: Gotenhafen
- februar - maj 1945: Wilhelmshaven

## Podmornice
Razredi podmornic
- IIB, IIC, IID, VIIA, VIIC, VIIC/41, IX

Seznam podmornic
- U-8, U-11, U-14, U-17, U-18, U-19, U-28, U-30, U-37, U-56, U-57, U-58, U-59, U-71, U-78, U-96, U-137, U-138, U-139, U-140, U-142, U-143, U-144, U-145, U-146, U-147, U-149, U-150, U-235, U-239, U-316, U-339, U-349, U-350, U-351, U-369, U-552, U-554, U-560, U-717, U-721, U-924, U-1101, U-1103, U-1167, U-1194

## Poveljstvo
Poveljnik
- Kapitan korvete Wilhelm Ambrosius (januar 1941 - januar 1944)
- Kapitan korvete Wolfgang Lüth (januar 1944 - julij 1944)
- Kapitan korvete Heinrich Bleichrodt (julij 1944 - maj 1945)